# Crédito pignoraticio
El crédito prendario (del latín pignoratitius, adjetivo de pignus que significa 'prenda') es el préstamo que se concede contra una garantía que es una prenda o cosa de valor mueble. Empeñar es la denominación usual en español para este tipo de acción.
El bien empeñado queda depositado en la entidad del crédito, prestamista o acreedor para asegurar el cumplimiento de la obligación. En caso de incumplimiento del deudor la prenda en garantía se puede vender o subastar y con ello satisfacer el pago del préstamo.
Este sistema es típicamente usado en las casas de empeño, en las cuales la prenda está disponible al público para su compra, o casas de crédito prendario. Además este sistema es empleado en las llamadas Cajas Municipales donde para acceder a un crédito o préstamo también se aceptan como garantías bienes de diverso tipo. (Joyas).
Su origen está en el Norte de la Italia, durante el siglo XV, en los montes de piedad creados por los franciscanos. Las personas que se veían obligadas a pedir préstamos usualmente debían pagar intereses del 30% al 200%, lo cual encarecía el acceso al crédito de los campesinos, artesanos y pequeños comerciantes. Para ello los franciscanos organizaron los montes de piedad, los cuales otorgaban préstamos y créditos sin intereses sobre una prenda dejada en garantía.
Otra forma de crédito prendario es el préstamo sobre una póliza de seguro existente en España y en otros países. En España el deudor puede garantizar el pago de un préstamo otorgando una prenda (pignoración) sobre una póliza de seguro de vida según lo establecido en el artículo 99 de su Ley de Contrato de Seguro.